# Ádem ál-Rdzsáíbí
Ádem ál-Rdzsáíbí (arabul: أدم الرجايبي; 1994. április 5. –) tunéziai válogatott, aki jelenleg az Espérance Tunis játékosa.

## Sikerei, díjai
- CA Bizertin
  - Tunéziai kupa: 2013
- Espérance Tunis
  - Tunéziai kupa: 2016

## Külső hivatkozások
- Edem Rjaïbi Footballdatabase
- Edem Rjaïbi Transfermarkt